# Благодатне (Первомайський район)
Благода́тне — село в Україні, центр Благодатненської сільської громади Первомайського району Миколаївської області. Населення становить 1746 осіб.

## Географія

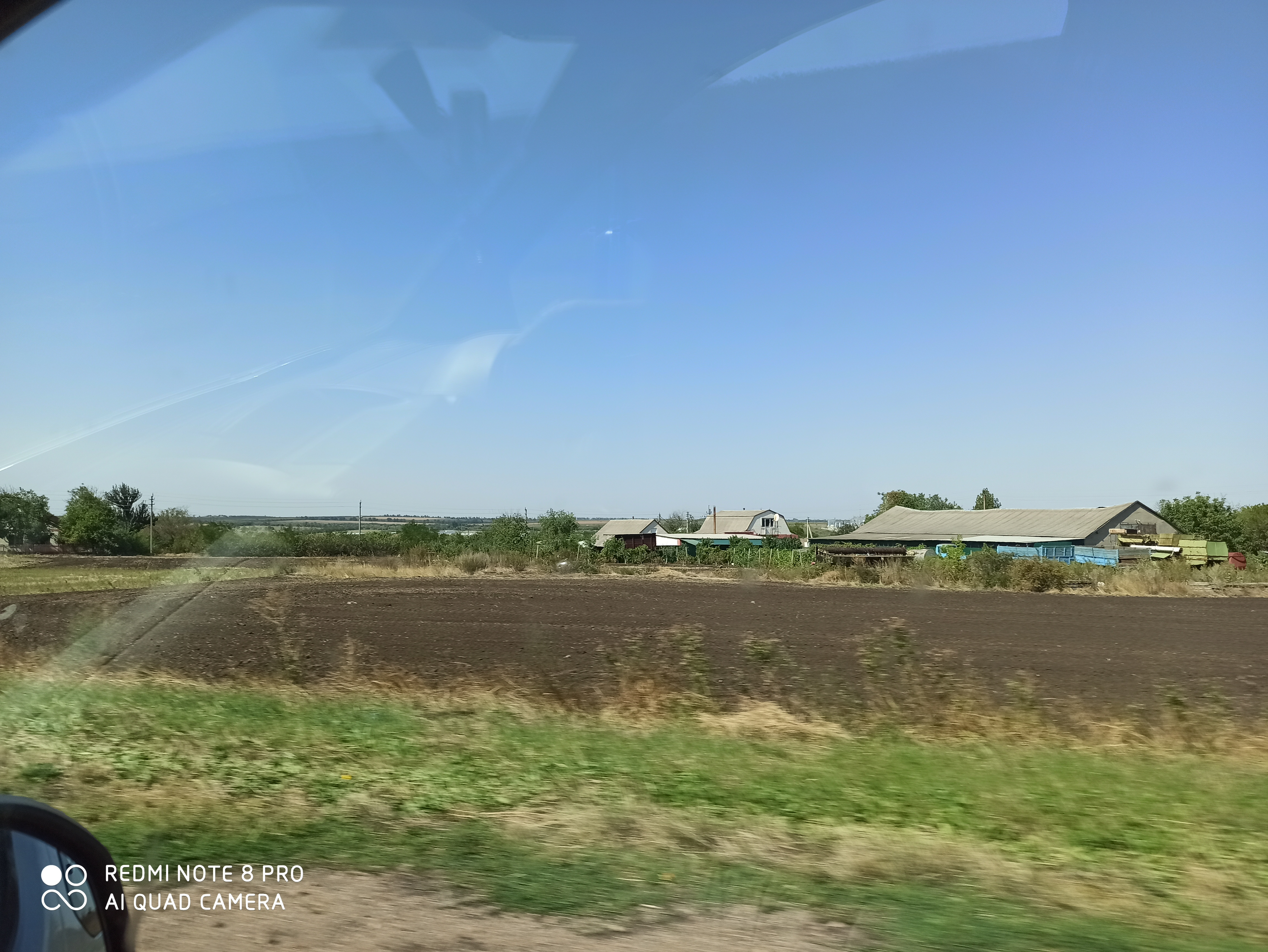
Вид з автошляху Н 24 на село

Село розташоване на березі річки Корабельної (притока Південного Бугу), за 18 км на північний захід від Арбузинки і за 12 км від залізничної станції Кавуни на лінії Колосівка — Помічна Одеської залізниці.

## Історія

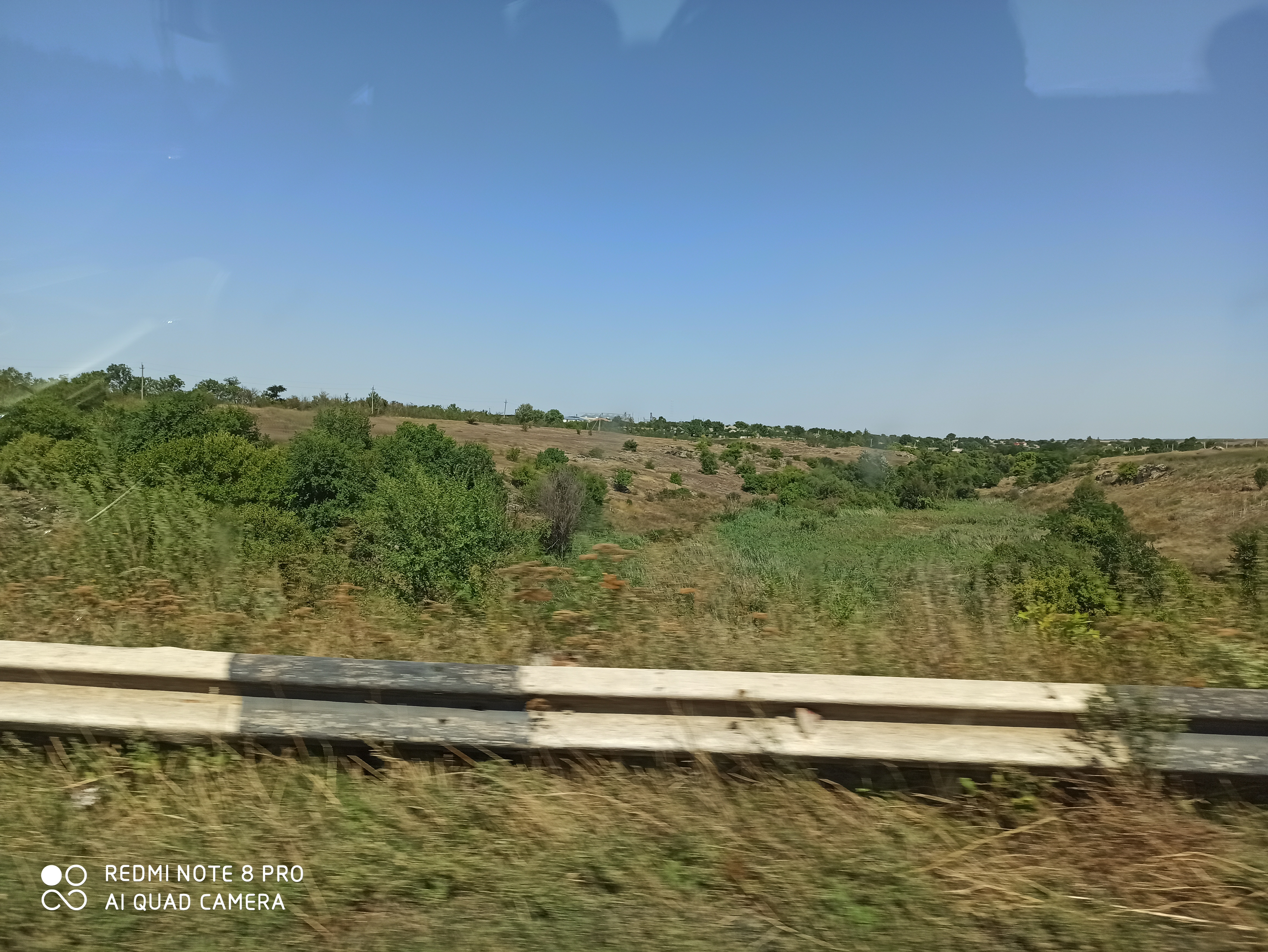
Околиці Благодатного

Сучасне село засноване на рубежі XVIII — XIX ст. (у 1802 р. згадується в матеріалах подвірного перепису) казенними поселенцями з Курської і Рязанської губерній.
Влітку 1905 року селяни під керівництвом Т. І. Отращенка і П. Л. Цимбала захопили у поміщика землю і розподілили її між собою — по три десятини на людину. Виступ був придушений.
На початку 1922 організована комуна «Вічний двигун», до якої увійшло 127 господарств. Незабаром з нею об'єдналося товариство по спільній обробці землі «Комбід», засноване в тому ж році. У 1934 року комуна перевена на статут сільськогосподарської артілі.
У роки нацистсько-радянської війни 390 жителів села воювали в лавах Червоної Армії, 238 з них загинули, 350 — за мужність і відвагу нагороджені орденами і медалями. В. М. Шелякін — став повним кавалером ордену Слави, а С. Ф. Орел удостоєний звання Героя Радянського Союзу. У 1975 р. у Благодатному споруджений меморіал на честь воїнів-визволителів і односельців, загиблих у боях з гітлерівцями.
52 жителі Благодатного за успіхи в праці нагороджені орденами і медалями СРСР, в тому числі механізатор Н. С. Деменко — орденом Жовтневої Революції, шість чоловік — орденом Трудового Червоного Прапора.

## Населення

### Мова
Розподіл населення за рідною мовою за даними перепису 2001 року:
| Мова            | Кількість | Відсоток |
| --------------- | --------- | -------- |
| українська      | 1150      | 65.86%   |
| російська       | 569       | 32.59%   |
| румунська       | 23        | 1.32%    |
| болгарська      | 1         | 0.06%    |
| німецька        | 1         | 0.06%    |
| гагаузька       | 1         | 0.06%    |
| інші/не вказали | 1         | 0.05%    |
| Усього          | 1746      | 100%     |

## Економіка
На території села обробляється 6134 га сільськогосподарських угідь, у тому числі 5686 га орних земель, 395 га пасовищ, 20 га садів. Господарство — зернового і тваринницького напряму, спеціалізується на виробництві шерсті.
У селі працює одинадцятирічна середня школа (32 учителі і 384 учнів), будинок культури із залом на 400 місць, 3 бібліотеки з фондом 25,5 тис. книг, дільнична лікарня на 25 ліжок (14 медичних працівників, у тому числі 3 лікарі), аптека, 4 дитячих дошкільних установи. До послуг жителів — 10 магазинів, їдальня, комплексний приймальний пункт райпобутоб'єднання, відділення Укрпошти, автоматична телефонна станція і відділення Ощадбанку України.

## Відомі люди
- Вербін Яким Якимович (1898—1959) — український вчений — знавець в царині агрономії, ректор Одеського сільськогосподарського інституту.
- Орел Степан Федорович (1913—1945) — стрілець 1069-го стрілецького полку 311-ї стрілецької дивізії 61-ї армії 1-го Білоруського фронту, червоноармієць, Герой Радянського Союзу.
- Шелякін Василь Микитович (1922—2000) — помічник командира взводу 236-го гвардійського стрілецького полку 74-ї гвардійської стрілецької дивізії, гвардії сержант, повний кавалер ордена Слави.
- Єрмолаєв Ілля Іванович (2001—2022) — солдат Збройних сил України, учасник російсько-української війни, що загинув у ході російського вторгнення в Україну в 2022 році.